# 褐裙灰蝶族
褐裙灰蝶族（學名：Luciini）是灰蝶科線灰蝶亞科裡的一個族。物種主要分佈於巴布亞地區，一些分類廣泛分佈至東南亞。後翅無尾突。

## 分類
鏈灰蝶屬組
- 鏈灰蝶屬 Hypochrysops
- 菲灰蝶屬 Philiris
- Titea

褐裙灰蝶屬組
- 散灰蝶屬 Acrodipsas
- 褐裙灰蝶屬 Lucia
- 耙灰蝶屬 Paralucia
- 蘚灰蝶屬 Pseudodipsas